# Кроличьи бандикуты
Кроличьи бандикуты (Macrotis) — род млекопитающих из одноимённого семейства.

## Виды и распространение
В состав рода входят два вида, в том числе один вымерший:
- Кроличий бандикут (лат. Macrotis lagotis). В прошлом вид был широко распространён на большей части Австралии (примерно на 70 % территории континента), однако в настоящее время сохранились лишь небольшие популяции животного, которые можно найти в пустынях Танами (Северная территория), Гибсон, в Большой Песчаной пустыне, а также в районе поселений Боулиа и Бёрдсвилл в юго-западной части Квинсленда. Обитают в местностях, покрытых высоким кустарником, лесистых местностях полузасушливого климата, на открытых ландшафтах[1].
- Малый кроличий бандикут (лат. Macrotis leucura). Вымерший представитель рода. Эндемик пустынь центральных районов Австралии. Последний экземпляр вида был найден в 1931 году в северо-восточной части штата Южная Австралия[2].

## Внешний вид
Размеры варьируют от небольших до крупных. Длина тела составляет 20-44 см, длина хвоста — 12-22 см. Вес может достигать 2,5 кг. Самцы больше самок.
Морда длинная, конусовидная. Уши заострённые, удлинённые, внешне напоминают уши кролика. Хвост длинный, концевая половина покрыта волосами, однако кончик хвоста оголённый. Волосяной покров длинный, мягкий. Спина покрыта буро-серым или голубовато-серым мехом, брюхо — белым мехом.

## Образ жизни
Ведут наземный образ жизни. Гнёзда устраивают в норах. Активность приходится на ночь. Хищники.

## Размножение
Сумка развита хорошо, открывается вниз. Сосков 8. В потомстве 1-3 детёныша.